# Paolo Lattanzio
Paolo Lattanzio (Bari, 30 maggio 1979) è un politico italiano.
Eletto nel Collegio Uninominale di Bari, diventa deputato della XVIII Legislatura. Siede in VII Commissione Cultura, Scienza, Istruzione e nelle Bicamerali Antimafia e Infanzia.
Viene nominato Capogruppo PD in Commissione parlamentare per l'infanzia e l'adolescenza.
E' Presidente del XX Comitato per la prevenzione e la repressione delle attività predatorie della criminalità organizzata durante l’emergenza sanitaria, in Commissione Bicamerale Antimafia.
Ricandidato alle elezioni politiche del 22 Settembre, non viene rieletto.
È attualmente membro della Segreteria del Partito Democratico - Bari Città con della all'antimafia sociale e formazione alla legalità.
Nel PD Puglia, è titolare del Dipartimento Infanzia e adolescenza.
Firmatario di 12 proposte di legge, 2 mozioni, 3 interpellanze, 48 interrogazioni, 12 risoluzioni, 38 ordini del giorno, 55 emendamenti
Cofirmatario di 79 proposte di legge, 20 mozioni, 27 interpellanze, 102 atti interrogazioni, 32 risoluzioni, 72 ordini del giorno, 178 emendamenti.

## Biografia
Eletto nel marzo 2018 deputato della XVIII legislatura per il Movimento 5 Stelle. 
Nell'agosto 2020 lascia il M5S ed entra nel Gruppo misto, dopo numerosi contrasti interni legati a posizionamenti ambigui del M5S e in aperto dissenso con le scelte strategiche del Movimento, da ultima la mancanza di volontà di siglare un patto col PD per le elezioni regionali pugliesi, con l'obiettivo di un campo progressista ampio a sostegno di Michele Emiliano.
Il 10 dicembre 2020 lascia il Misto e si iscrive al Gruppo Parlamentare del Partito Democratico.